# Managerieller Staat
Der managerielle Staat ist ein Konzept, das in der Kritik an der modernen Verfahrensdemokratie (procedural democracy) verwendet wird. Das Konzept wird weitgehend, wenn auch nicht ausschließlich, in paläoliberalen, paläokonservativen und anarchokapitalistischen Kritiken der spätmodernen Staatsmacht in westlichen Demokratien verwendet. Der Begriff wird in einem pejorativen Kontext als Ausdruck des westlichen Niedergangs verwendet. Die Theoretiker Samuel T. Francis und Paul Gottfried, die ihre Ideen auf der Grundlage des analytischen Rahmens von James Burnham entwickelten, sprechen von einem dauerhaften Regime, das an der Macht bleibt, unabhängig davon, welche politische Partei die Mehrheit hat.
Zu den Variationen des Konzepts gehören der therapeutische Managerstaat, der Wohlfahrts- und Kriegsstaat, der Verwaltungsstaat und der sanfte Despotismus. Es gibt erhebliche Überschneidungen zwischen den Konzepten des managerialen Staates und des tiefen Staates, wobei die Theoretiker des managerialen Staates zusätzlich auf Theorien der politischen Religion und der Säkularisierung christlicher Konzepte zurückgreifen, insbesondere auf den Puritanismus, der ihrer Meinung nach ein übermäßiges Interesse an staatlichen Eingriffen zugunsten sozialer Gerechtigkeit, eine nicht rechenschaftspflichtige Regulierung des Privatlebens der Bürger und eine sowohl informell als auch formell durchgesetzte politische Korrektheit verlangt. Theoretiker des manageriellen Staates behaupten, dass diese Konstellation von Faktoren zu einem Totalitarismus tendiert, den sie als weichen Totalitarismus bezeichnen, und üben Kritik am Verwaltungsrecht und an der Regelsetzung.
Samuel T. Francis sagte in Anlehnung an James Burnham, dass im Rahmen dieses historischen Prozesses „das Recht durch Verwaltungsdekrete, der Föderalismus durch die Autokratie der Exekutive und eine begrenzte Regierung durch einen unbegrenzten Staat ersetzt wird.“ Er handelt im Namen abstrakter Ziele wie Freiheit, Gleichheit oder positiver Rechte und nutzt seinen Anspruch auf moralische Überlegenheit, die Macht der Besteuerung und die Umverteilung des Wohlstands, um sich an der Macht zu halten.